# Новоселівка (Великомихайлівська сільська громада)
Новосе́лівка — село в Україні, у Синельниківському районі Дніпропетровської області. Входить до складу Великомихайлівської сільської громади. Населення становить 295 осіб.

## Географія
Село Новоселівка знаходиться на лівому березі річки Вовча, нижче за течією на відстані 5 км розташоване село Орестопіль.

## Історія
- 1783 — дата заснування як села Шагарівка.
- 1919 — перейменоване в село Новоселівка.
- До 2016 року було у складі  Великомихайлівської сільської ради.
- 12 червня 2020 року, відповідно до розпорядження Кабінету Міністрів України № 709-р від «Про визначення адміністративних центрів та затвердження територій територіальних громад Дніпропетровської області», увійшло до складу Великомихайлівської сільської громади[1].
- 19 липня 2020 року, в результаті адміністративно-територіальної реформи та ліквідації Покровського району, село увійшло до складу новоутвореного Синельниківського району[2].

## Населення

### Мова
Розподіл населення за рідною мовою за даними перепису 2001 року:
| Мова            | Кількість | Відсоток |
| --------------- | --------- | -------- |
| українська      | 274       | 92.88%   |
| російська       | 20        | 6.78%    |
| інші/не вказали | 1         | 0.34%    |
| Усього          | 295       | 100%     |